# Sture Sivertsen
Pour les articles homonymes, voir Sivertsen.
Sture Sivertsen (né le 16 avril 1966 à Levanger) est un fondeur norvégien.

## Jeux olympiques
- Jeux olympiques d'hiver de 1994 à Lillehammer  Norvège:
  -  Médaille d'argent en relais 4 × 10 km.
  -  Médaille de bronze sur 50 km.
- Jeux olympiques d'hiver de 1998 à Nagano  Japon:
  -  Médaille d'or en relais 4 × 10 km.

## Championnats du monde
- Championnats du monde de ski nordique 1993 à Falun  Suède:
  -  Médaille d'or sur 10 km.
  -  Médaille d'or en relais 4 × 10 km.
- Championnats du monde de ski nordique 1995 à Thunder Bay  Canada:
  -  Médaille d'or en relais 4 × 10 km.
- Championnats du monde de ski nordique 1997 à Trondheim  Norvège:
  -  Médaille d'or en relais 4 × 10 km.

## Coupe du monde
- Meilleur classement final: 8e en 1993 et 1997.
- 1 victoire.